# Johannes Zittartz
Johannes Zittartz (* 14. Juni 1938 in Remscheid) ist ein deutscher Physiker. Er ist
emeritierter Universitätsprofessor für Theoretische Physik an der Universität zu Köln.
Johannes Zittartz promovierte 1964 an der Universität zu Köln bei Bernhard Mühlschlegel zum Thema „Funktionalmittelwerte in der Statistischen Physik“. 1965–1967 war er Postdoktorand am Carnegie Institute of Technology in Pittsburgh und an der University of California, San Diego, bei dem späteren Nobelpreisträger Walter Kohn. 1970 wurde er auf die Professur an der Universität zu Köln berufen. Er war Gastforscher, jeweils für längere Zeit, am CEA de Saclay (Frankreich), an der University of California, San Diego, in La Jolla, an der Stanford University und an der University of California, Santa Barbara.
Seine Forschungsschwerpunkte liegen in der Statistischen Physik und Festkörperphysik. Besonders bemerkenswert sind u. a. seine Beiträge zu: Gebundene Elektronenzustände in Zufallspotentialen, Kondo-Effekt, inhomogene Ising-Modelle, exakt lösbare Fermionen-Modelle in einer Dimension und Optimum-Grundzustände für makroskopische Systeme. 
Zahlreiche seiner Schüler wurden Professoren der Theoretischen Physik: Gerd Czycholl, Dietrich Wolf, Michael Schreckenberg, Andreas Klümper, Heiko Rieger, Andreas Schadschneider, Ludger Santen und Nikolaus Rajewsky. 
Ehrungen: 1968 Preis für Physik der Göttinger Akademie der Wissenschaften, 1992 Forschungspreis der Japanese Society for the Promotion of Science (JSPS), 1996 Ehrenprofessor der Polnischen Akademie der Wissenschaften, Wrocław (Breslau), 2013 Ehrenmitglied der Ungarischen Physikalischen Gesellschaft.
Johannes Zittartz war viele Jahre Mitherausgeber der Zeitschrift für Physik und der Buchreihe Lecture Notes in Physics.